# Stephanie Soares
Stephanie Soares (ur. 17 kwietnia 2000 w São Paulo) – brazylijska koszykarka grająca na pozycji środkowej. 